# Löts kyrka, Uppland
Löts kyrka är en kyrkobyggnad i Enköpings kommun väster om Ekolsundsviken vid Mälaren. Kyrkan hör idag till Villberga församling. Historiskt är den intimt förknippad med Fånöö gods, där Axel Oxenstierna föddes 1583.

## Kyrkobyggnaden
Kyrkan består av rektangulärt långhus med smalare, rakslutet kor. Sakristian är belägen norr om koret, och på långhusets södra sida finns det så kallade Rålambska gravkoret. Kyrkan, som huvudsakligen är byggd av natursten med putsade fasader, har sadeltak över såväl långhus som kor. Taken är täckta med tjärade spån. Kyrkans ingång är belägen i väster.
Sakristian är kyrkans äldsta del. Den hörde ursprungligen till en äldre träkyrka, som troligen uppfördes redan på 1100-talet. Under 1200-talets andra hälft uppfördes långhuset och koret, och i slutet av 1400-talet förhöjdes murarna och stjärnvalven tillkom. Valven förstärktes med dragjärn på 1600-talet. Ett medeltida vapenhus har funnits i söder, som revs i slutet på 1600-talet i och med att gravkoret uppfördes. 1775 byggdes ett nytt vapenhus i korsvirke, som revs i samband med att ny ingång togs upp i västgaveln 1799.
Den planform vi känner idag tillkom i och med att långhuset förlängde åt väster i slutet av 1700-talet. Kyrkans exteriör är i dag densamma som omkring 1800.

## Interiör
Interiören präglas främst av de välbevarade valvmålningarna från slutet av 1400-talet. Målningarna, som tillhör Albert Målares skola, överkalkades på 1700-talet, men togs fram 1908 vid en restaurering under ledning av C. A. Ekholm. Åtskilliga kompletteringar genomfördes och tomrum fylldes ut med schabloner. Den slutna bänkinredningen - som troligen var från 1626 - ersattes med öppna bänkar. Tidigare golvbeläggning av tegel ersattes med kalksten. Färgat glas sattes in i korfönstret och hela interiören fick nya färger. Kyrkan fick värmeledning, och på sakristians västra sida tillfogades en byggnad för en värmepanna m.m. 1934 målades interiören om, efter förslag av arkitekten Ärland Noréen. År 1951 rengjordes valvmålningarna.

## Inventarier
- Nuvarande predikstol i barockstil tillkom år 1657 och ersatte en tidigare. År 1770 blev predikstolen ommålad och förgylld.
- Nuvarande dopfunt av trä tillkom år 1908.
- Nuvarande altarkors av tenn tillkom år 1956. Tidigare altarprydnad var ett förgyllt träkors som tillkom år 1822.
- I korets södra vägg hänger ett medeltida Mariasåp av trä.
- Kyrkans äldsta ljuskrona är inköpt år 1768 och har nio armar. En ljuskrona med åtta armar är skänkt till kyrkan år 1807 av C.F. Grönwall i Stockholm. I koret hänger en kristallkrona och i sakristian en ljuskrona av trä.

### Orgel
- 1813-1814 byggde Anders Svanström, Strängnäs en orgel med 10 stämmor.
- Den nuvarande orgeln byggdes 1908-1909 av Erik Henrik Eriksson, Gävle. Orgeln är pneumatisk med registersvällare. Fasaden är från 1813-1814 års orgel.

| Huvudverk I                       | Svällverk II       | Pedal         | Koppel |
| Principal 8´                      | Violinprincipal 8´ | Subbas 16´    | I/P    |
| Flöjt harmonik 8'                 | Salicional 8'      | Violoncell 8´ | II/P   |
| Gamba 8'                          | Rörflöjt 8'        |               | II/I   |
| Borduna 8' (tidigare Borduna 16') | Flöjt oktaviant 4' |               | I 4'   |
| Oktava 4'                         | Tremulant          |               | II 16' |
| Oktava 2' (1970)                  | Crescendosvällare  |               |        |

## Klockstapel
På en höjd norr om kyrkan står en klockstapel från år 1761. En tidigare klockstapel av byggd år 1613. Storklockan från år 1432 blev omgjuten år 1807 av C.F. Grönwall. Lillklockan är gjuten år 1651.

## Bildgalleri

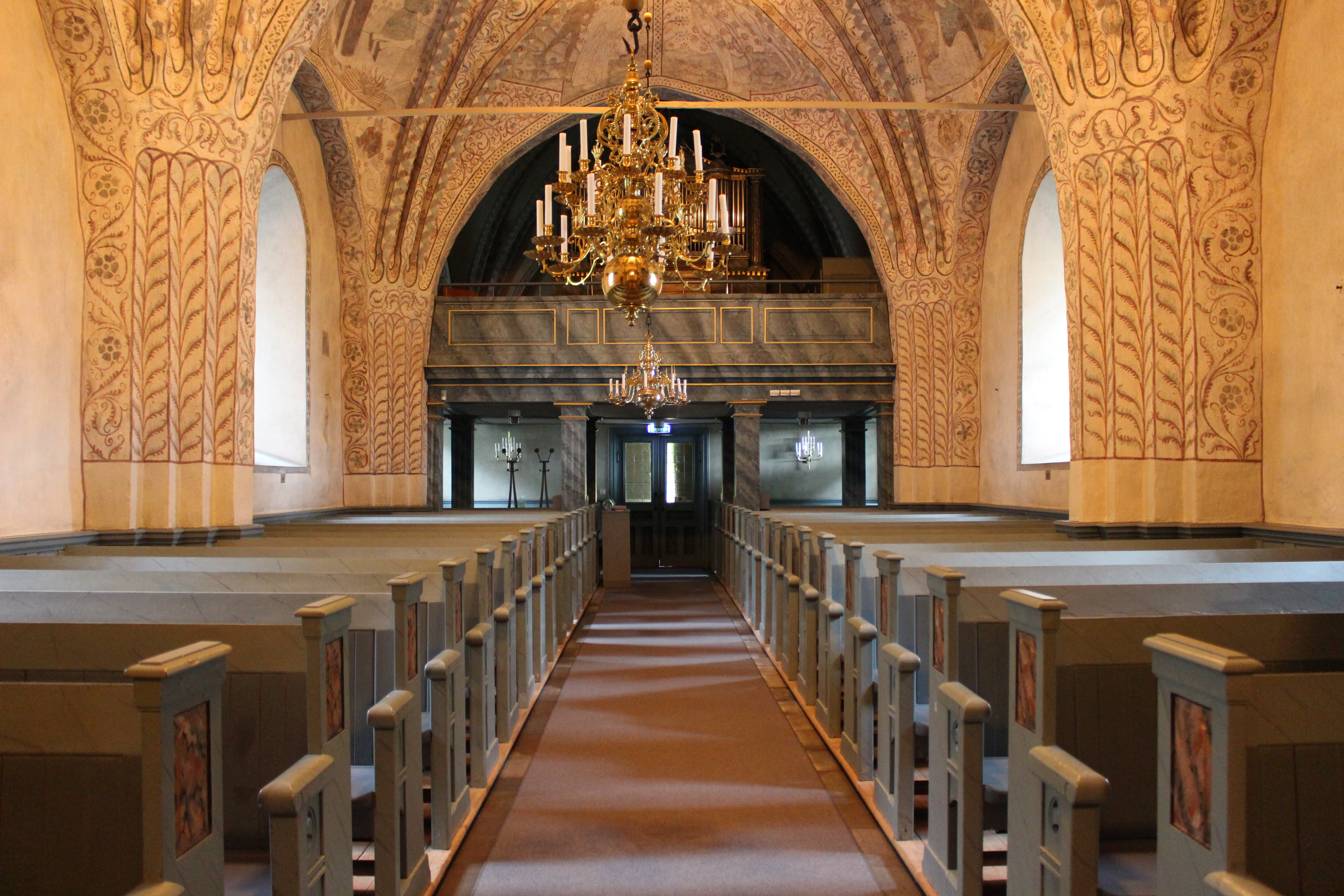
Kyrkorum mot väster
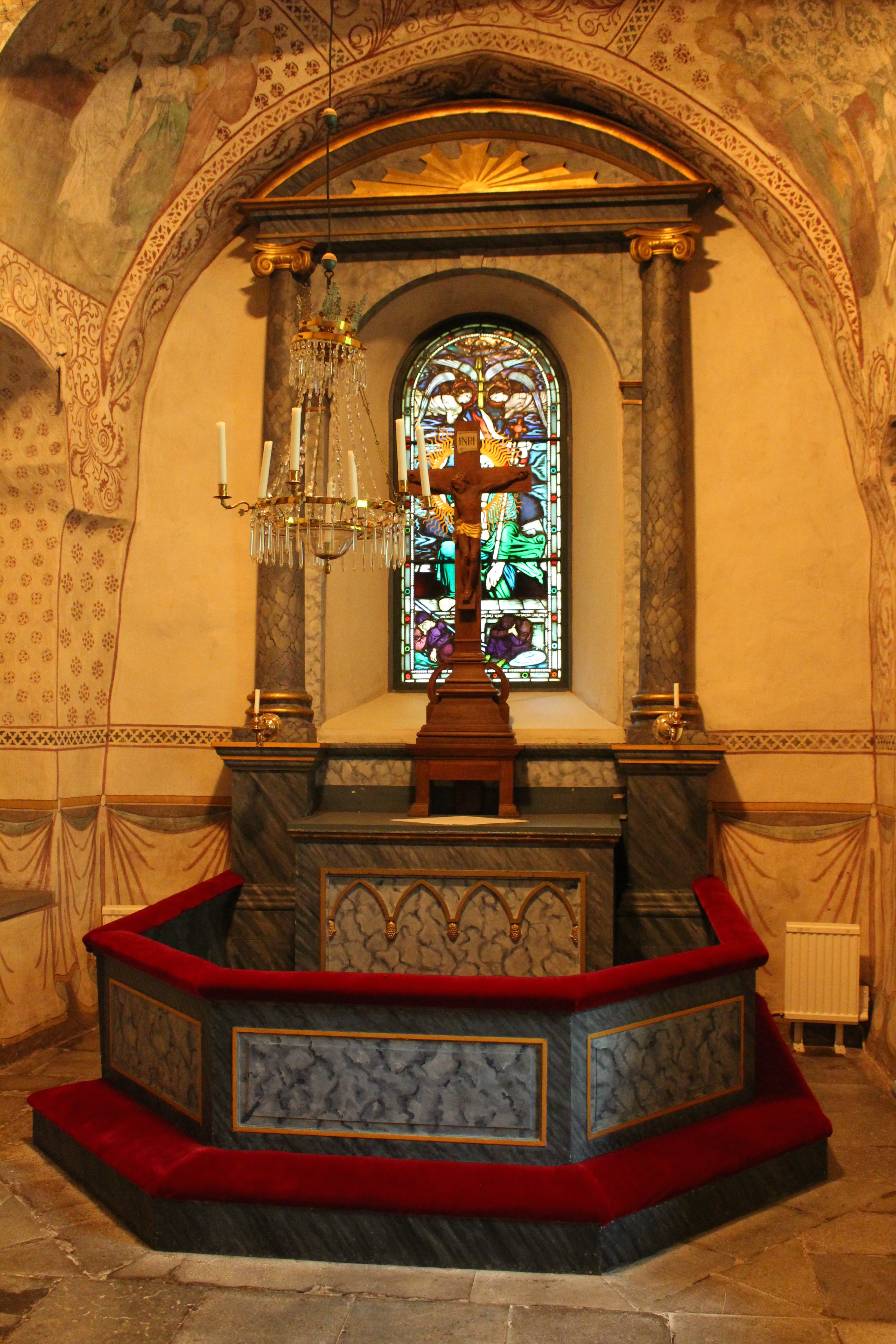
Altaruppsats
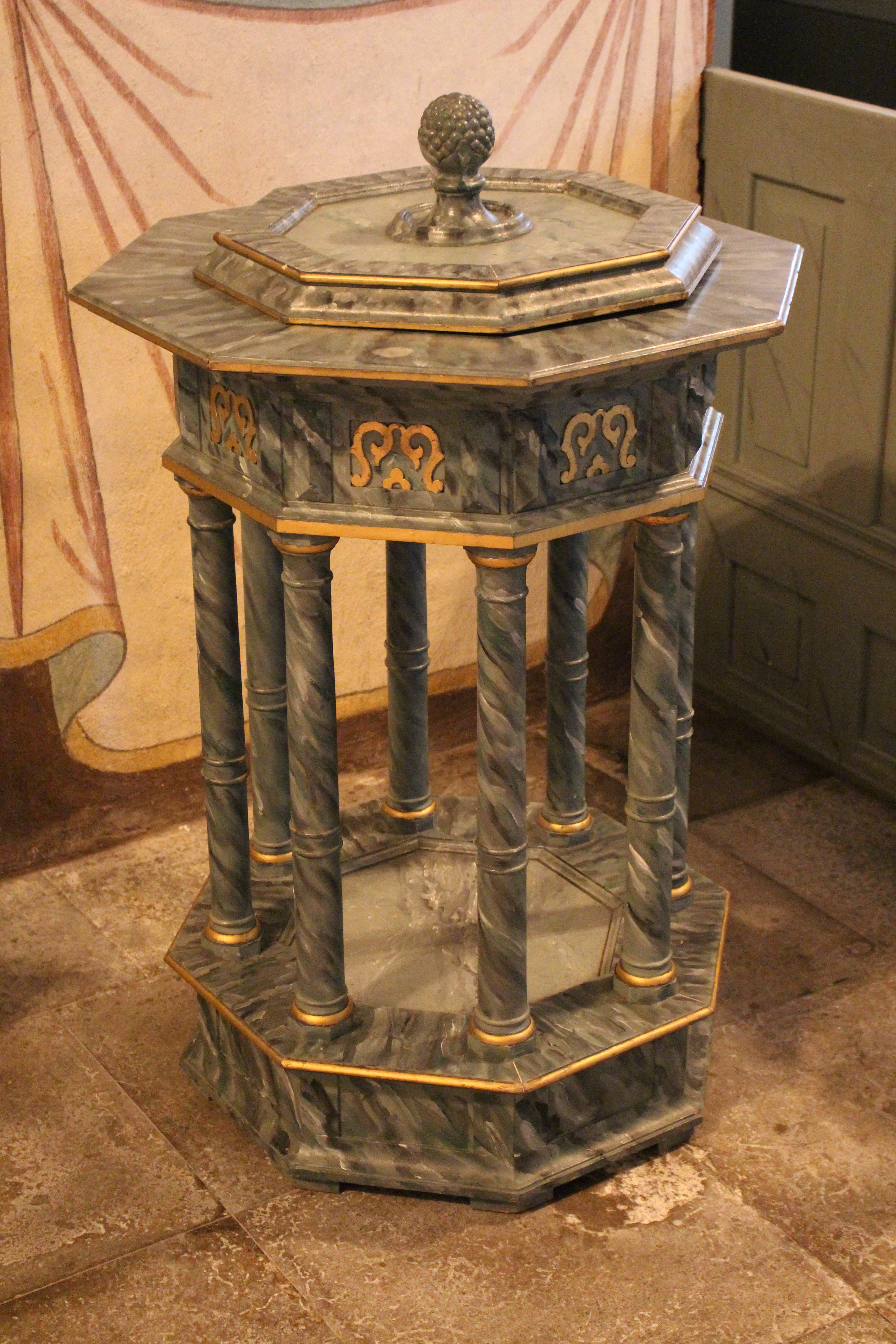
Dopfunt
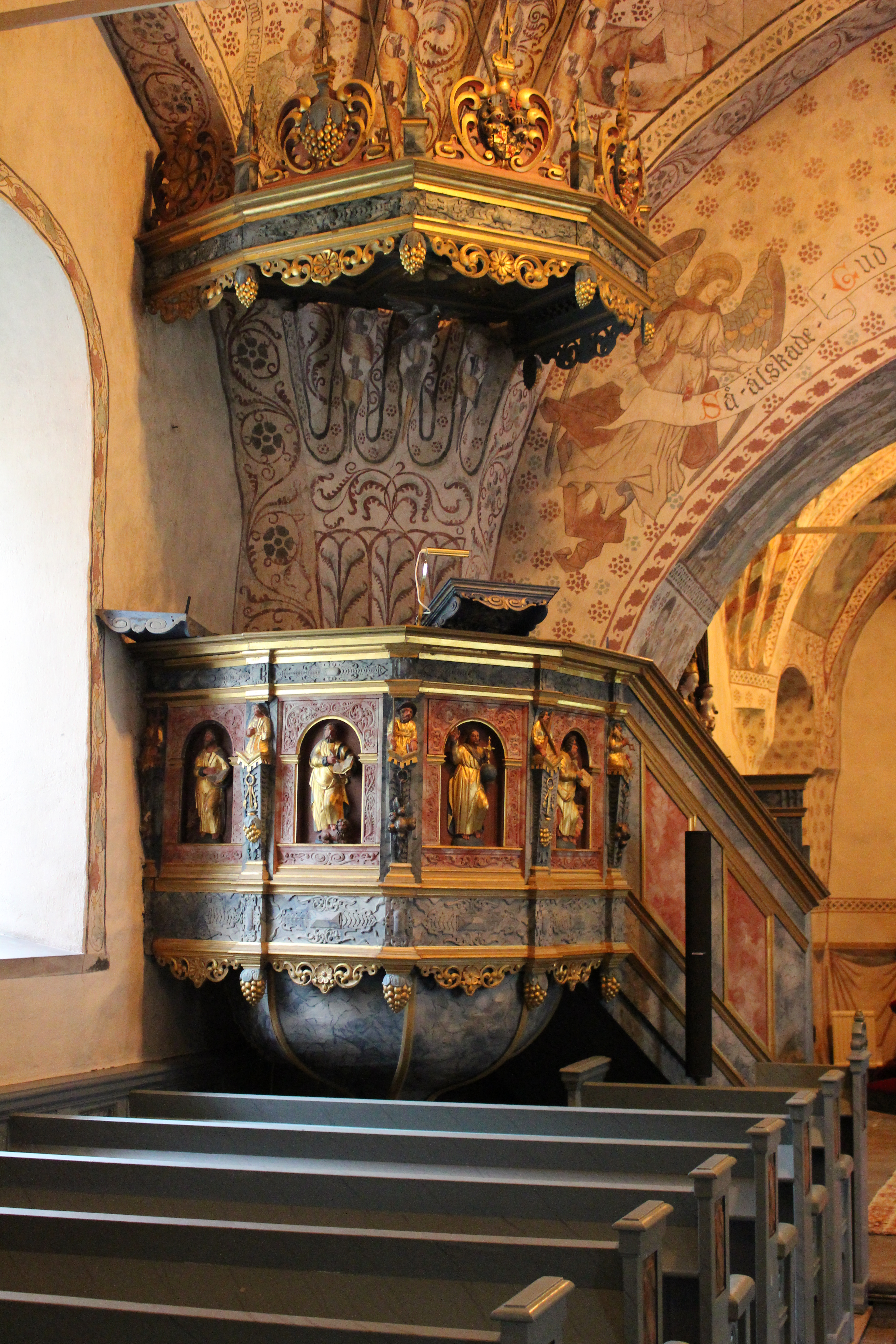
Predikstolen
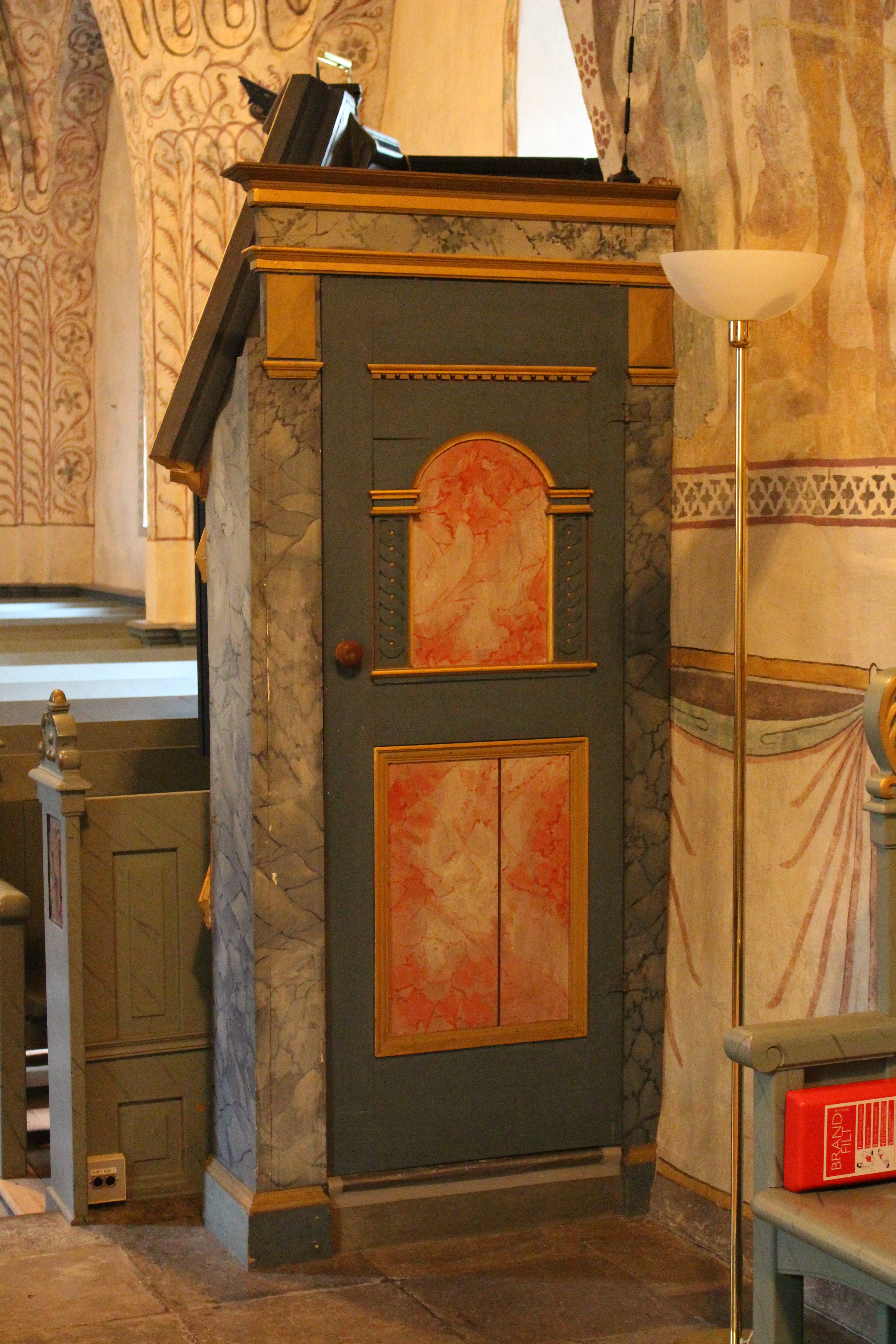
Predikstolens dörr
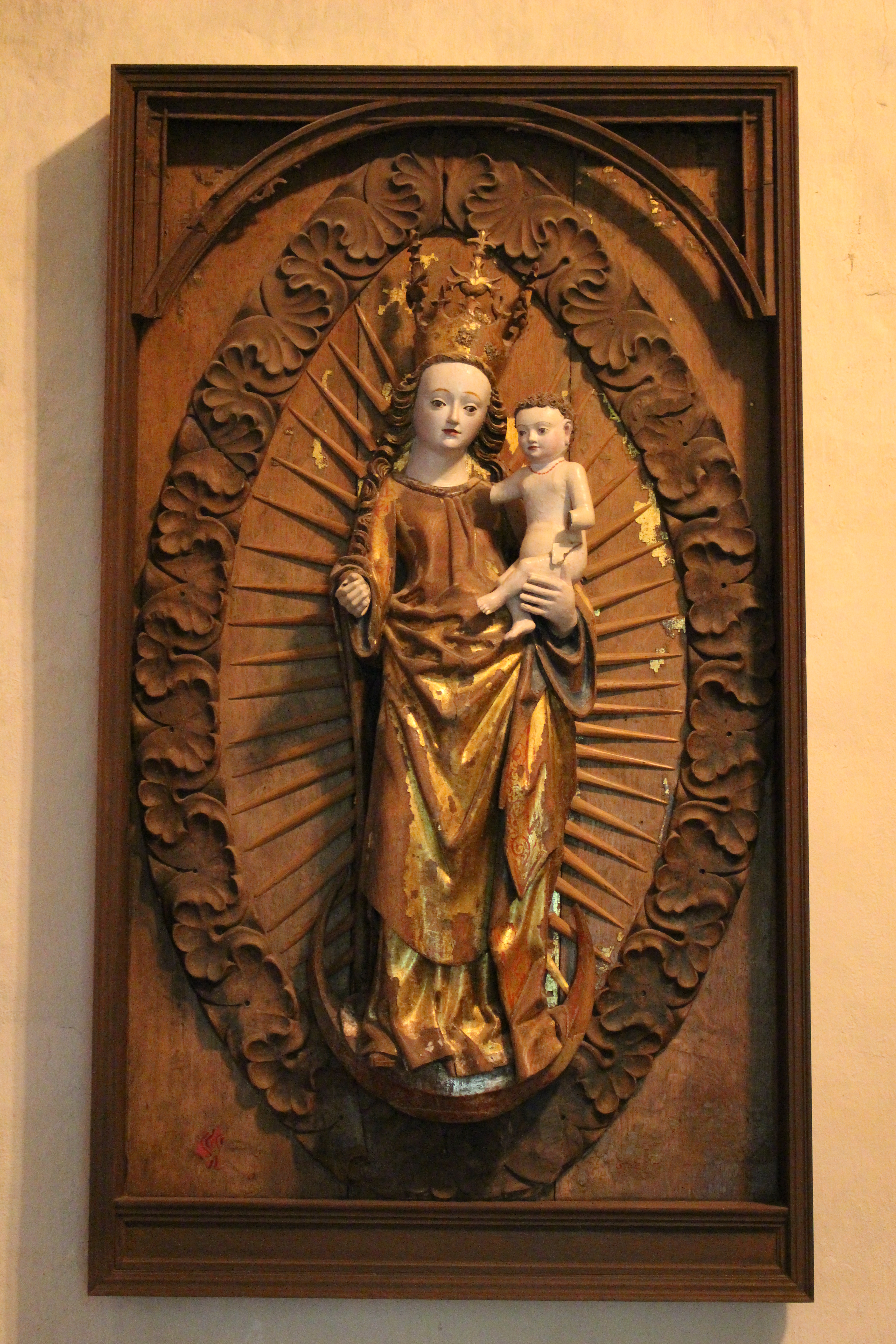
Maria med barnet
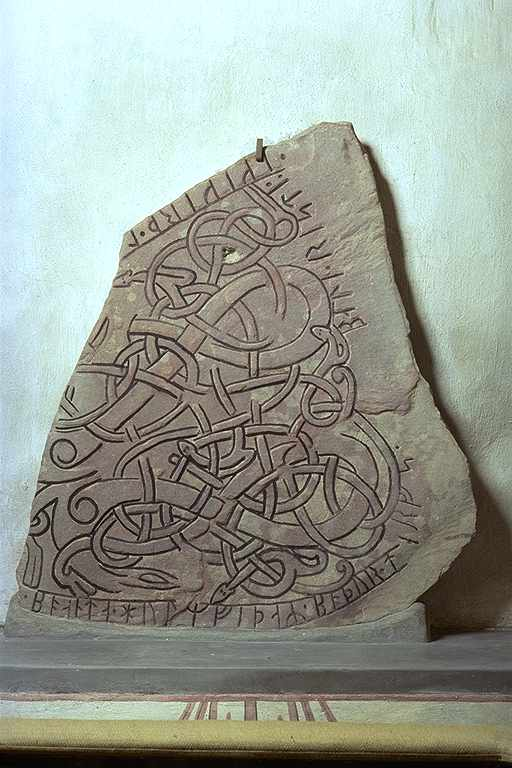
U 721 i kyrkorummet
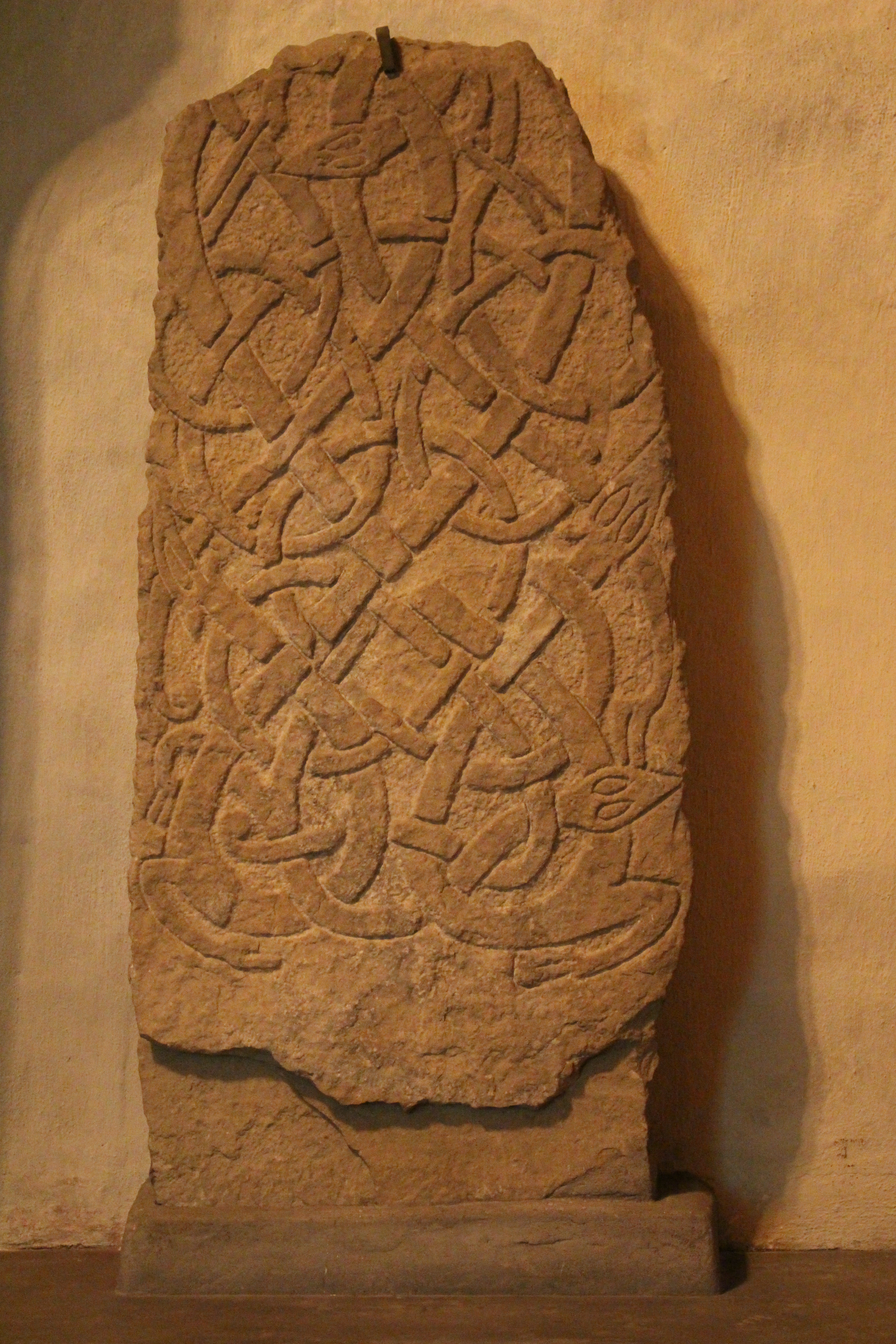
U 722 i kyrkorummet
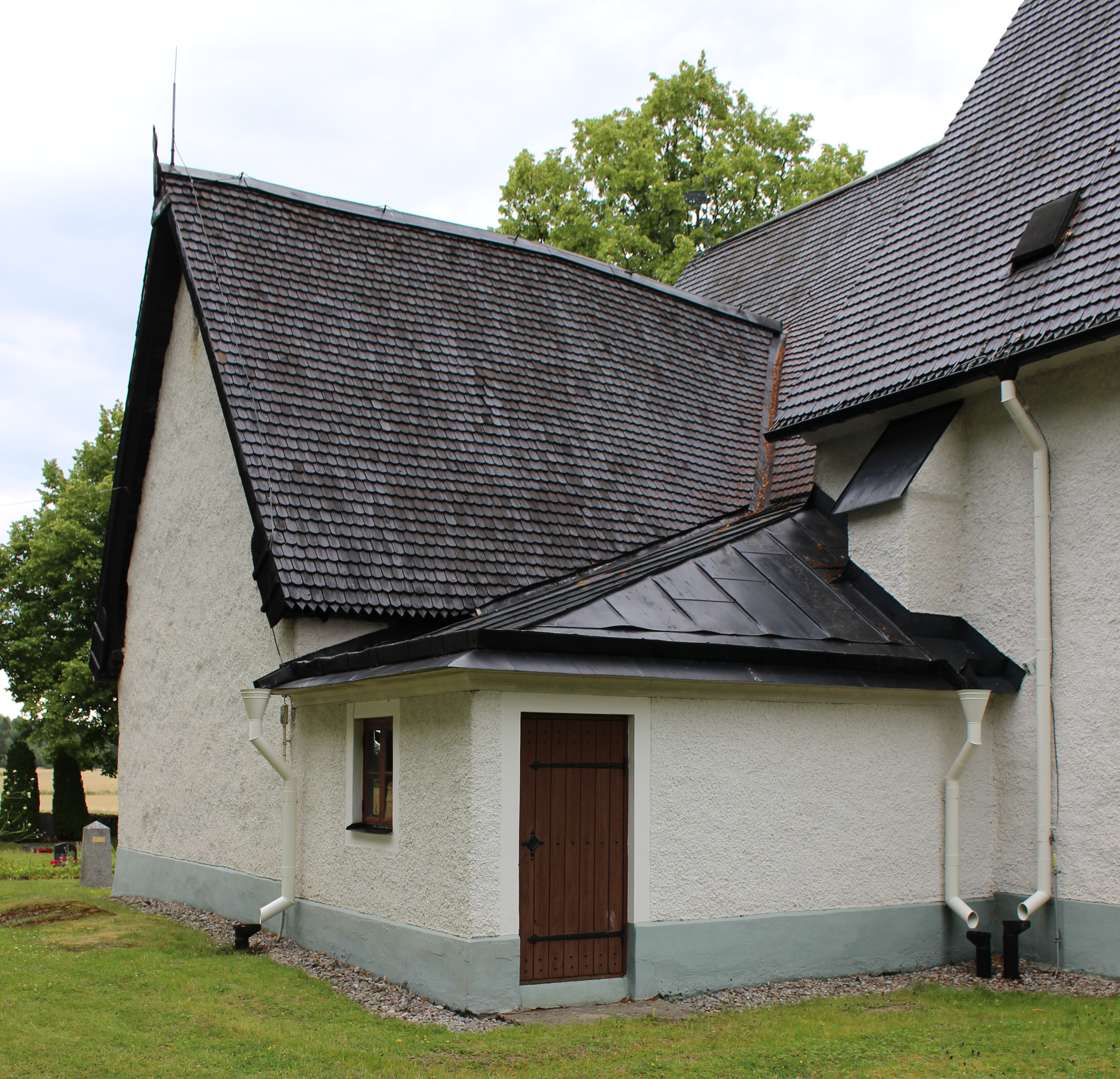
Sakristian
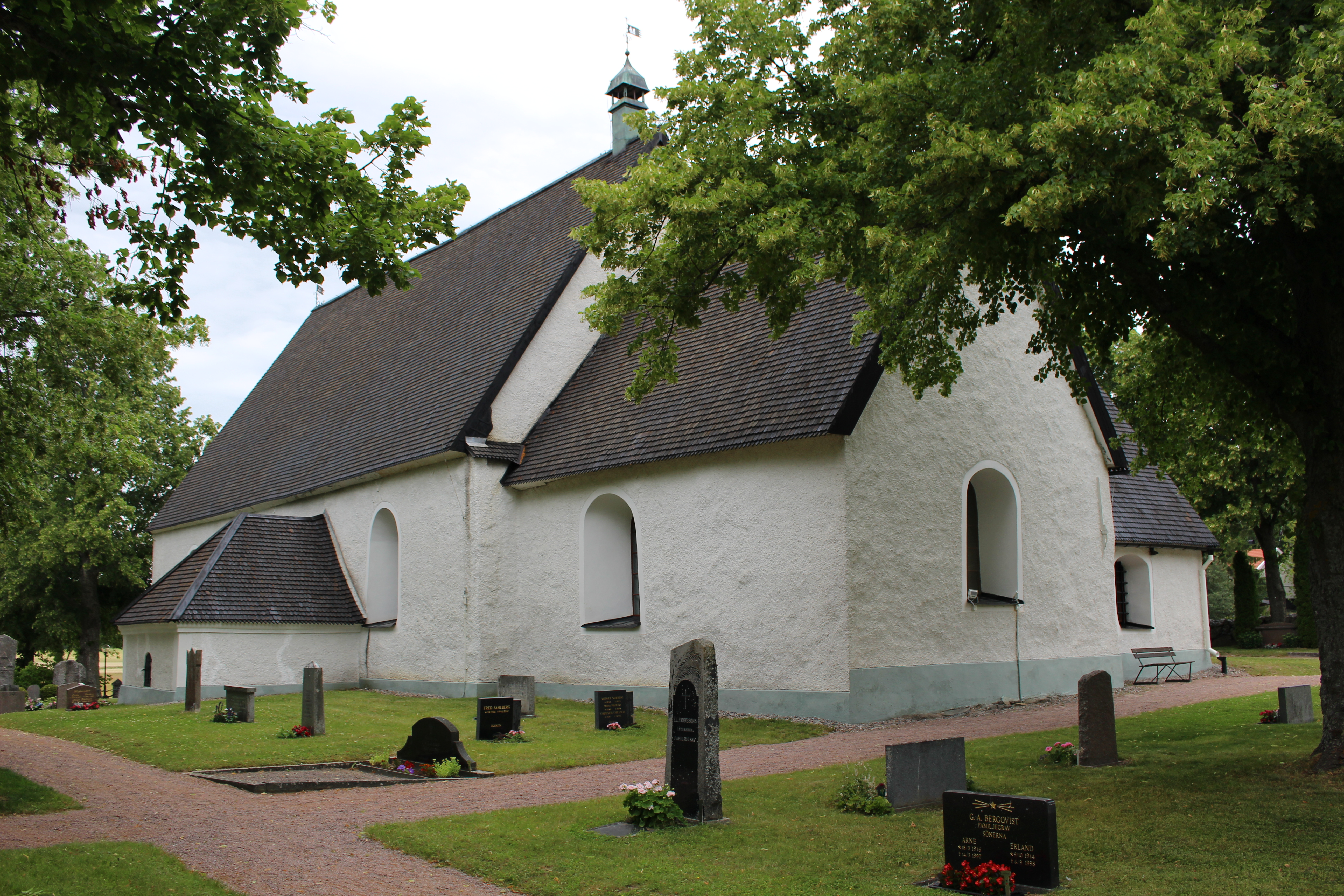
Kyrkan från sydost
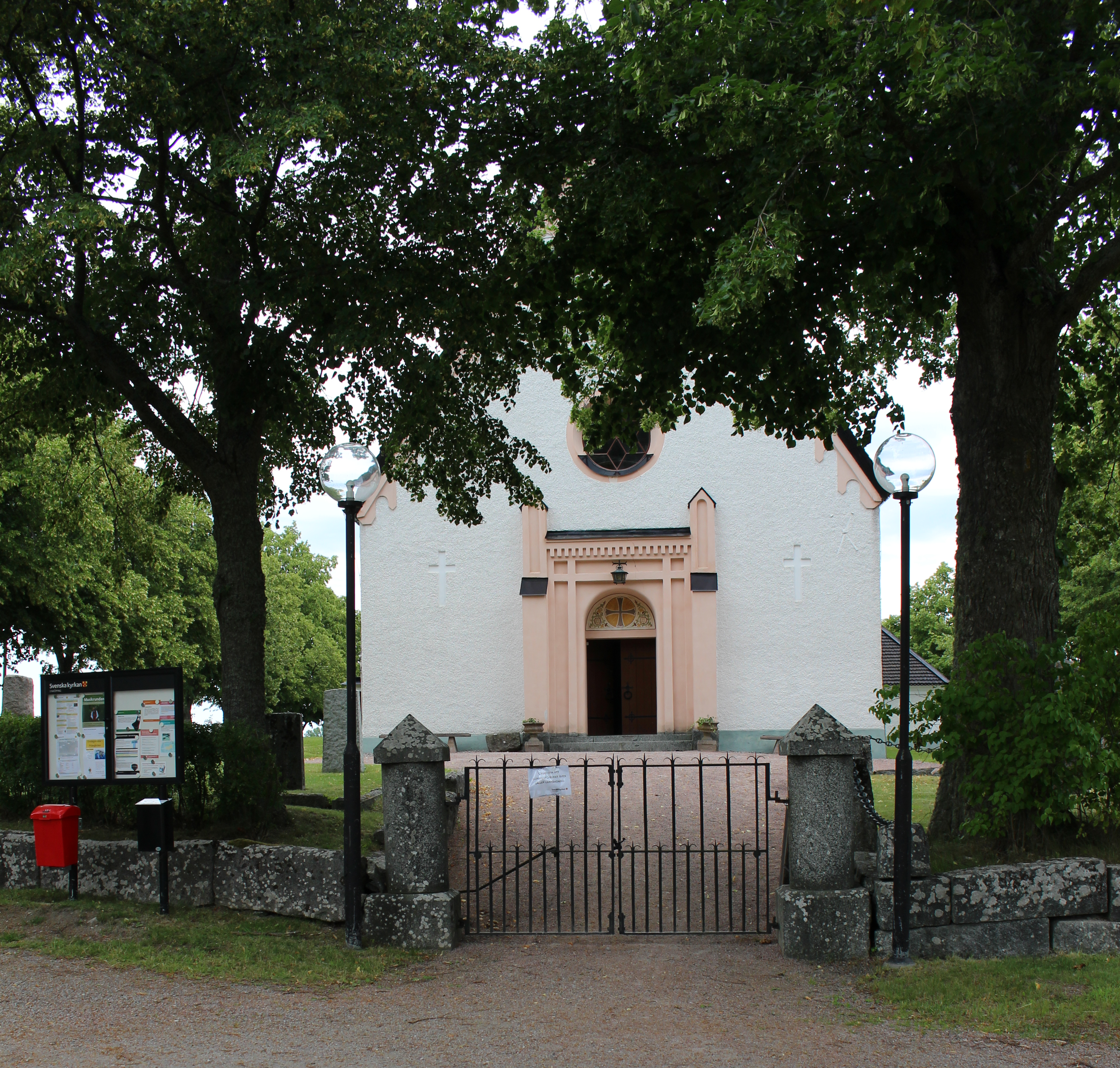
Entré till kyrkogården
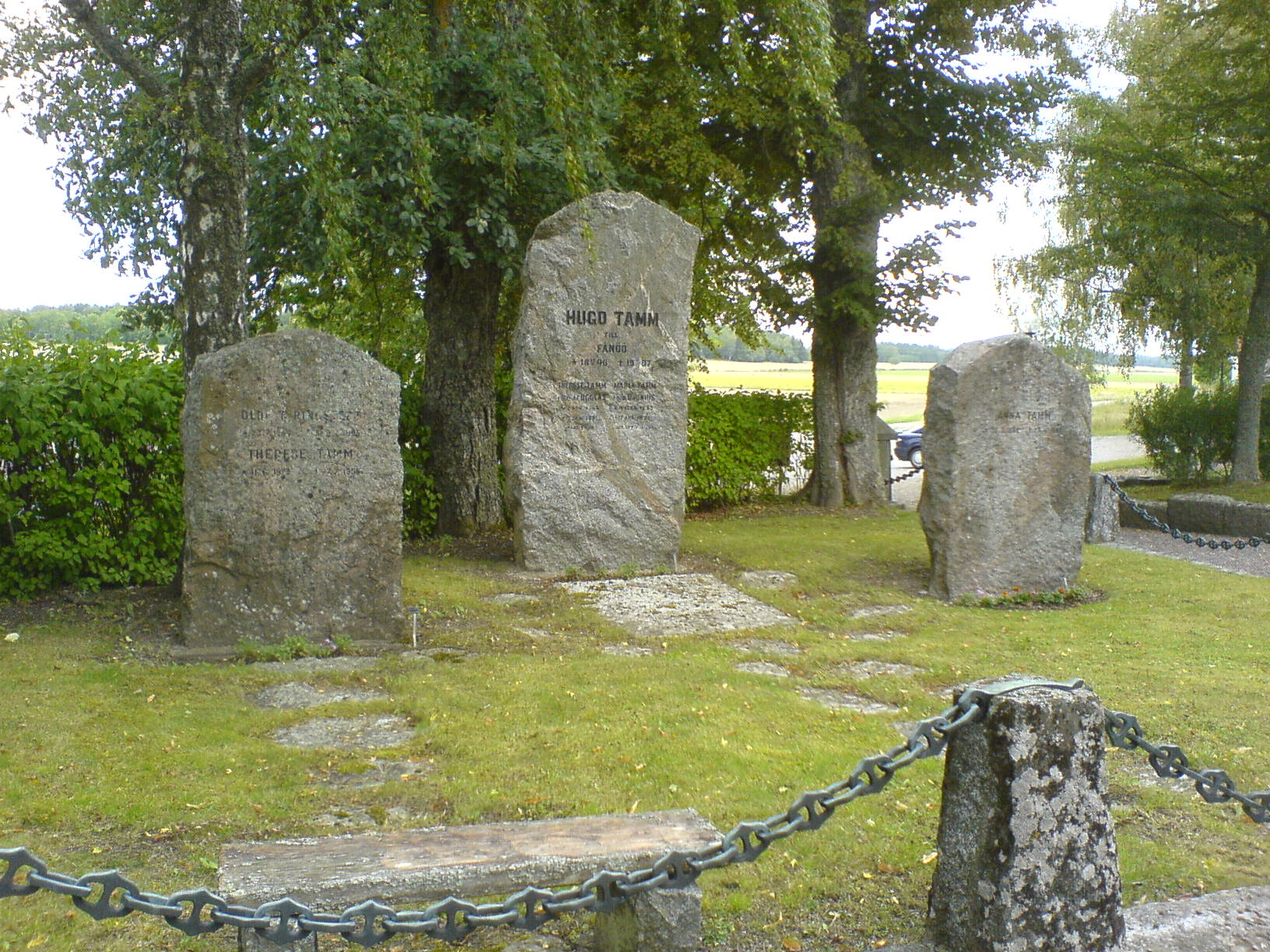
Familjen Tamms släktgrav, Löts kyrkogård